# Ґергард фон Шарнгорст
Ґергард Йоганн Давид фон Шарнгорст (12 листопада 1755 — 28 червня 1813) — генерал, народжений у Ганновері, на прусській службі з 1801 року. Як перший начальник прусського генерального штабу, він був відомий своїми військовими теоріями, реформами прусської армії та керівництвом під час наполеонівських війн. Шарнгорст обмежив використання тілесних покарань, встановив підвищення за заслуги, скасував прийом іноземців на військову службу, розпочав організацію резервної армії, організував і спростив військову адміністрацію.

## Життєпис
Народився в Борденау (тепер частина Нойштадт-ам-Рюбенберґе, Нижня Саксонія) поблизу Ганновера в родині дрібного землевласника, Шарнгорст зумів здобути освіту та домігся вступу до військової академії Вільгельма, графа Шаумбурґ-Ліппе, у фортеці Вільгельмштайн. У 1778 році отримав комісію на ганноверську службу. Перерви полкової служби він використовував для подальшої самоосвіти та літературної праці. У 1783 році він перейшов в артилерію і отримав призначення в нову артилерійську школу в Ганновері. Він уже заснував військовий журнал, який під різними назвами проіснував до 1805 року, а в 1788 році він розробив і частково опублікував Посібник для офіцерів у прикладних галузях військової науки (Handbuch für Offiziere in den anwendbaren Teilen der Kriegswissenschaften). Він також опублікував у 1792 році свій Військовий довідник для використання в польових умовах (Militärisches Taschenbuch für den Gebrauch im Felde).

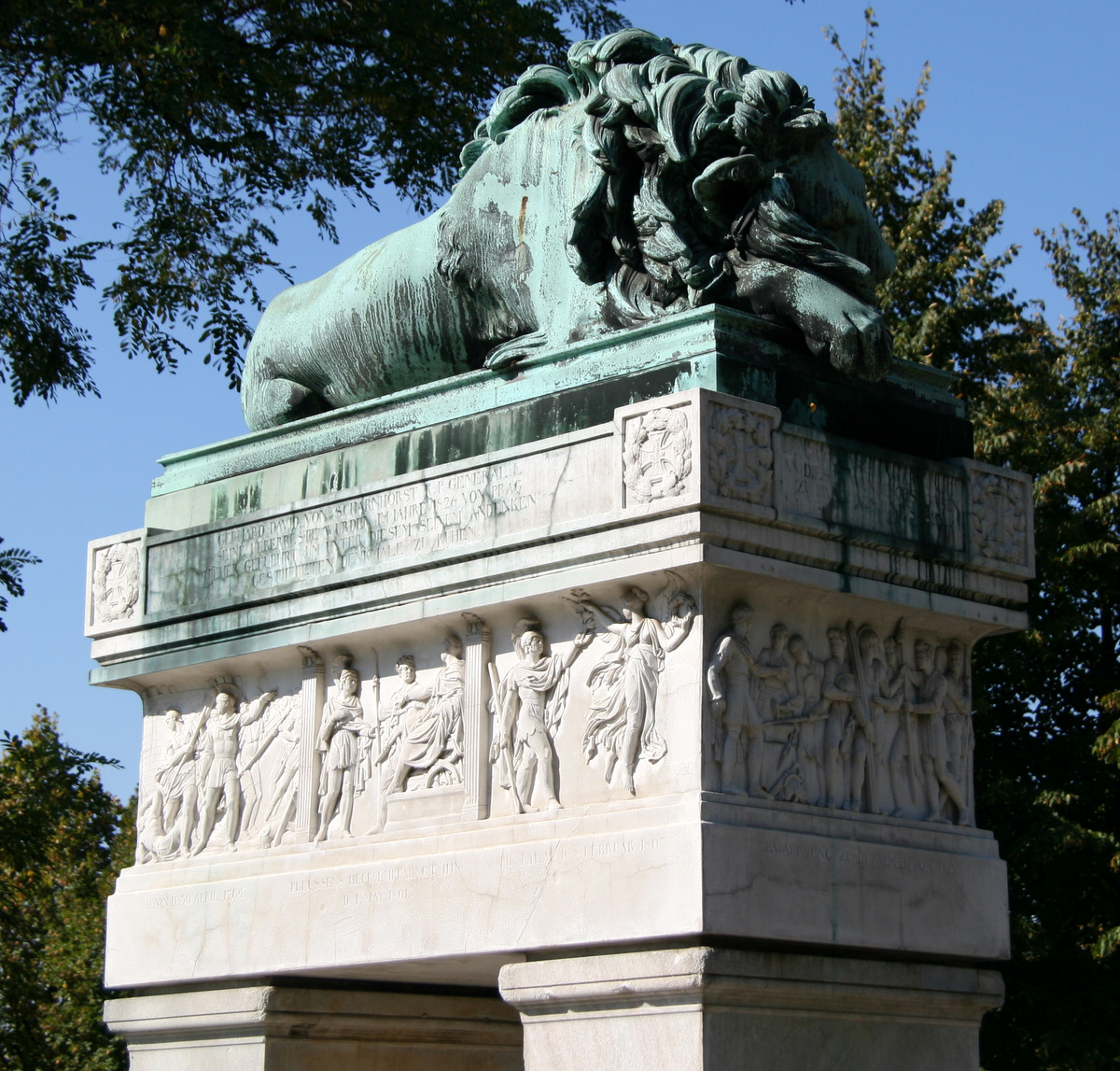
Могила Шарнгорста на цвинтарі Invalidenfriedhof, Берлін

Дохід, який він отримував від своїх творів, забезпечував Шарнгорсту основний засіб існування, оскільки він все ще мав звання лейтенанта, і хоча ферма Борденау щорічно приносила невелику суму, у нього була дружина Клара Шмальц (сестра Теодора Шмальца, першого ректора Берлінського університету) і сім’я, яку потрібно було утримувати. Його перша військова кампанія відбулася в 1793 році в Нідерландах, у якій він з відзнакою служив під керівництвом герцога Йоркського. У 1794 році він брав участь в обороні Меніна та описав відступ гарнізону у своїй праці «Оборона міста Меніна» ( Verteidigung der Stadt Menin, Ганновер, 1803), яка, окрім його статті «Джерела французьких перемог у війні за незалежність» (Die Ursachen des Glücks der Franzosen im Revolutionskrieg), залишається його найвідомішою працею. Незабаром після цього він отримав звання майора і приєднався до штабу ганноверського контингенту.
Після Базельського миру (5 березня 1795) Шарнгорст повернувся до Ганновера. На той час він став настільки добре відомий арміям різних союзних держав, що отримав запрошення від кількох із них перейти на службу. Зрештою це призвело до того, що він прийняв пропозицію короля Пруссії Фрідріха Вільгельма III, який надав йому дворянський патент, звання підполковника та більш ніж подвійну платню, прівняно з його службою в Ганновері (1801). Прусська військова академія найняла його на важливу викладацьку роботу (Кляузевіц був одним із його учнів), і він заснував Берлінське військове товариство. Під час мобілізації та підготовчих заходів протягом 1804-1805 років, а також під час війни 1806 року, яка  почалася слідом, Шарнгорст служив начальником генерального штабу (лейтенант-квартирмейстером) герцога Брауншвейзького, отримав легке поранення під Ауерштедтом (14 жовтня 1806) і відзначився своєю суворою рішучістю під час відступу прусської армії. Він приєднався до Блюхера на останніх етапах катастрофічної кампанії, потрапив разом з ним у полон під час капітуляції Ратекау (7 листопада 1806 р.) і, швидко обміняний, зіграв видатну та майже вирішальну роль у керівництві Прусським корпусом Л'Естока. За свої заслуги під Ейлау (лютий 1807) він отримав найвищий прусський військовий орден «За заслуги».
Було очевидно, що навички Шарнгорста перевершували навички просто блискучого штабного офіцера. Вихований на традиціях Семирічної війни, він поступово, у міру того, як накопичувався його досвід, відмовлявся від застарілих форм війни і зрозумів, що лише «національна» армія та політика ведення вирішальних битв можуть дати адекватну відповідь на політичну та стратегічну ситуацію, спричинену Французькою революцією. Він отримав звання генерал-майора через кілька днів після Тільзитського миру (липень 1807) і став головою комісії з реформ, до якої увійшли найкращі молодші офіцери, такі як Ґнайзенау, Ґрольман і Боєн. Сам барон фон Штайн став членом комісії та забезпечив Шарнгорсту необхідний доступ до короля Фрідріха Вільгельма III, забезпечивши його призначення ад'ютантом генерала. Але Наполеон швидко почав підозрювати неладне, то ж Фрідріху Вільгельму неодноразово доводилося припиняти або скасовувати рекомендовані реформи військ.
Повільними та важкими кроками Шарнгорст перетворив армію Пруссії, яка зазнала краху під Єною (1806), на професійну національну армію, базовану на загальній військовій повинності. Загальна військова повинність не була забезпечена до його смерті, але він заклав принципи та підготував шлях для їх прийняття. Набір іноземців було скасовано, тілесні покарання обмежені випадками разючої непокори, встановлено підвищення за заслуги, організовано та спрощено військову адміністрацію. Почалася організація ландверу (армійських резервів).

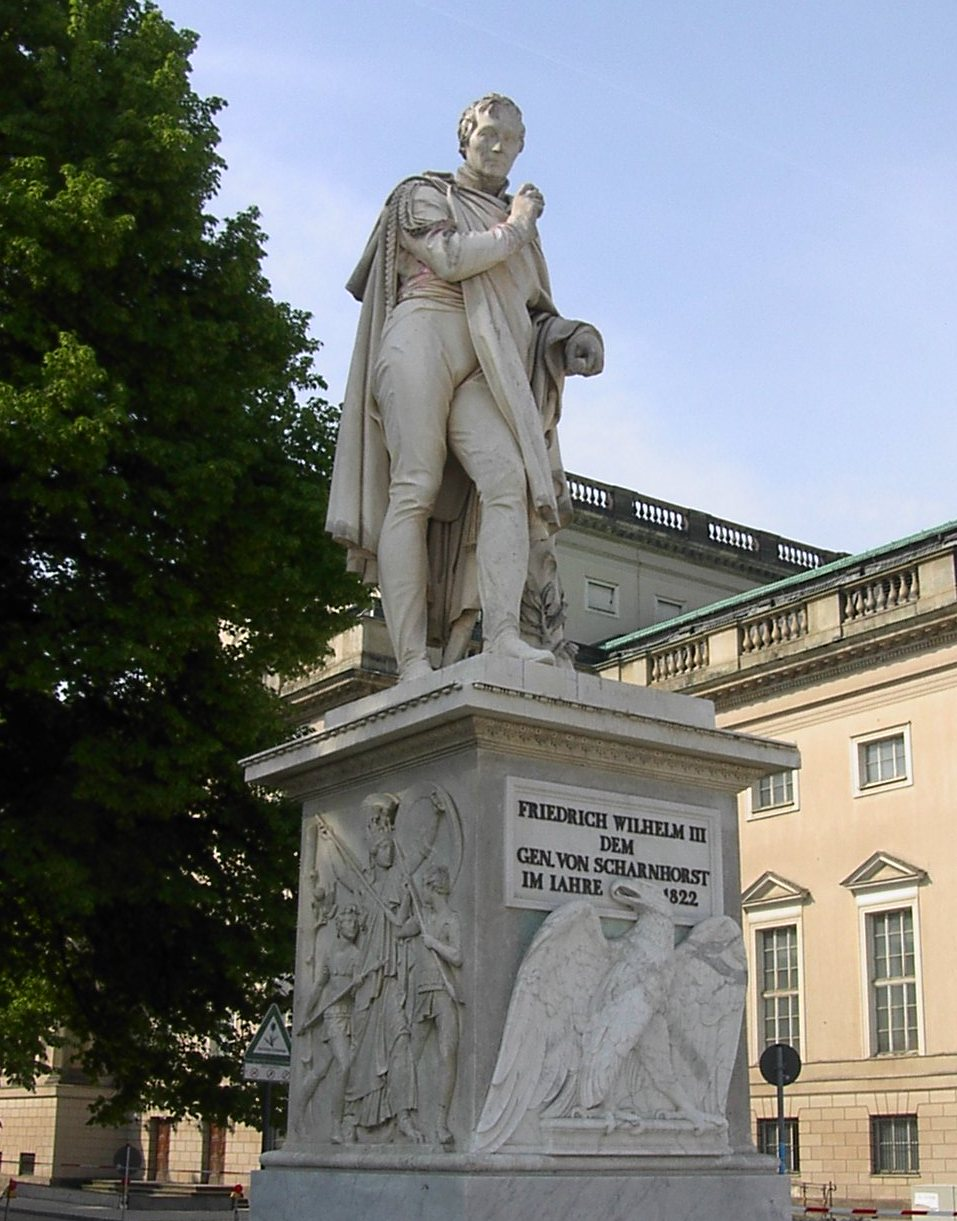
Статуя Шарнгорста на вулиці Унтер-ден-Лінден, Берлін

У 1809 р. війна між Францією та Австрією породила передчасні надії в партії патріотів, що не проминув відзначити і завойовник. Прямим зверненням до Наполеона Шарнгорст ухилився від указу від 26 вересня 1810 року, який вимагав від усіх іноземців негайно залишити прусську службу, але коли в 1811–1812 роках Франція змусила Пруссію вступити в союз проти Росії, і Пруссія направила допоміжну армію для служби під керівництвом Наполеона, Шарнгорст залишив Берлін, взявши безтермінову відпустку. Вийшовши на пенсію, він написав і опублікував працю про вогнепальну зброю «Über die Wirkung des Feuergewehrs» (1813). Але відступ з Москви (1812) нарешті пролунав закликом до зброї для нової національної армії Пруссії.
Шарнгорст, відкликаний до королівської штаб-квартири, відмовився від вищої посади, але став начальником штабу Блюхера, щодо енергійності якого, сили та впливу на молодих солдатів він був цілком певним. Російський князь Вітгенштайн  настільки поважав Шарнгорста, що попросив взяти його тимчасово на посаду начальника штабу, і Блюхер погодився. У першій битві за Лютцен або Ґросс-Гершен (2 травня 1813), Пруссія зазнала поразки, але поразки, яка значно відрізнялася від тих, яких досі завдавав Наполеон. Французи зазнали значних втрат і, частково через серйозну нестачу кавалерії, не зуміли продовжити, що призвело до неповного тріумфу. У цій битві Шарнгорст отримав поранення в ногу, яке само по собі не було серйозним, але незабаром загострилось через труднощі під час відступу до Дрездена, і виявилось смертельним. Шарногорст помер 28 червня 1813 року в Празі, куди він вирушив на переговори з Шварценбергом і Радецьким щодо збройної інтервенції Австрії. Незадовго до смерті він отримав звання генерал-лейтенанта. Фрідріх Вільгельм III наказав спорудити честь пам'ятник роботи Крістіана Даніеля Рауха в Берліні. Шарнгорст був похований на цвинтарі Invalidenfriedhof у Берліні.

## Спадщина
Ім'я Шарнгорста стало називним для кількох об'єктів, місць і груп:
- SMS Scharnhorst, німецький броненосний крейсер 1906 року під час Першої світової війни .
- Scharnhorst, німецький лінкор 1936 року під час Другої світової війни та головний корабель  Scharnhorst класу, до якого входили також Гнейзенау .
- Піхотна дивізія Шарнгорст, німецька піхотна дивізія 1945 року та одне з останніх нових формувань вермахту Другої світової війни.
- Орден Шарнгорста, найвищий військовий орден колишньої Східнонімецької національної народної армії (NVA).
- HMS Mermaid (U30) (F 213), британський шлюп 1943 року, спочатку відомий як HMS Mermaid, переведений до Західної Німеччини в 1959 році і названий Scharnhorst, служив тренувальним кораблем.
- Багато вулиць у містах Німеччини, включаючи Берлін, Гамбург, Мюнхен і Кельн, серед інших.

Генерала Ганса фон Зеекта порівнюють із Шарнгорстом, головним чином за його участь у підготовці німецької армії Веймарської республіки, яка була суттєво обмежена Версальським договором, для її остаточного переозброєння, адаптації секретних доктрин і підготовки Генерального штабу. Йому приписують їхній безпрецедентний успіх у кампаніях 1939-1940 років. Після приходу нацистів до влади у Німеччині фельдмаршал фон Макензен порівняв фон Зеекта з Шарнгорстом, сказавши, що «старий вогонь все ще горів, а контроль союзників не знищив жодної міцної частини німецької сили». Вінстон Черчилль також приєднався до цієї теорії, вважаючи, що фон Зеект був життєво важливим у поверненні Німеччини її місця у військовому світі так швидко, як це й було.

## Зовнішні посилання
- Стаття Ґергард Йоганн Давид фон Шарнгорст у Британській енциклопедії